# Horistonotus attenuatus
Horistonotus attenuatus is een keversoort uit de familie kniptorren (Elateridae). De wetenschappelijke naam van de soort werd voor het eerst geldig gepubliceerd in 1840 door Wilhelm Ferdinand Erichson.